# チェトラーロ
チェトラーロ（イタリア語: Cetraro）は、イタリア共和国カラブリア州コゼンツァ県にある、人口約10,000人の基礎自治体（コムーネ）。

## 地理

### 位置・広がり

#### 隣接コムーネ
隣接するコムーネは以下の通り。
- アックアッペーザ
- ボニファーティ
- ファニャーノ・カステッロ
- グアルディア・ピエモンテーゼ
- マルヴィート
- サンターガタ・ディ・エーザロ

## 行政

### 分離集落
チェトラーロには、以下の分離集落（フラツィオーネ）がある。
- Sant'Angelo, San Filippo, Ceramile, Bosco, Malvitani, Borgo S.Marco, S. Giacomo, S. Lucia, Caparrua, Sopra l'Irto, Treselle, S. Ianni, Vonella, Massete, Scevuza, Palazzuola,Sinni,Palazzese, Manche, Acqua degli Angeli